# Семь Островов
Семь Островов — группа из 7 островов в Баренцевом море. Расположены вдоль Мурманского берега Кольского полуострова, напротив устья реки Харловки. Основная группа состоит из пяти островов, которые отделены от материка проливом Семиостровский Рейд: Харлова, Большого и Малого Зеленцов, Вешняка и Кувшина, а два Лицких острова (Большой и Малый) лежат отдельно, в 8 км к юго-востоку. Острова первой группы каменисты, с крутыми берегами, безлесны и пустынны. Самые значительные — Харлов и Вешняк.
Предполагается, что саамы, коренные обитатели Кольского полуострова, знали об островах ещё в XIII—XIV веках. 24 августа 1597 года около островов проплыла третья экспедиция Виллема Баренца. Острова являются частью Кандалакшского заповедника. 20 мая 1938 года Постановлением ВЦИК и СНК РСФСР был образован заповедник общегосударственного значения под названием «Заповедник по гаге и птичьим базарам».
На острове Харлов ранее располагался населённый пункт Семиостровье. С 1942 по 2009 год на острове работала труднодоступная гидрометеорологическая станция (ТДС) «Остров Харлов» (ныне закрыта). С 1912 по 1942 год метеостанция располагалась на материке напротив о. Харлов, в становище Харловка в устье одноименной реки.
Средняя величина прилива на побережье островов — 3 метра.
Самые крупные птичьи базары, насчитывающие тысячи морских птиц, располагаются на островах Кувшин и Харлов. Основное их население составляют толстоклювая кайра, тонкоклювая кайра и чайка-моевка.

## Список островов
| Название        | Координаты                      | Максимальная высота |
| --------------- | ------------------------------- | ------------------- |
| Харлов          | 68°48′35″ с. ш. 37°20′10″ в. д. | 117,5               |
| Большой Зеленец | 68°47′25″ с. ш. 37°25′13″ в. д. | 50,4                |
| Малый Зеленец   | 68°47′12″ с. ш. 37°26′27″ в. д. | 28,0                |
| Вешняк          | 68°45′58″ с. ш. 37°30′18″ в. д. | 82,6                |
| Кувшин          | 68°44′25″ с. ш. 37°31′38″ в. д. | 74,3                |
| Большой Лицкий  | 68°41′45″ с. ш. 37°44′05″ в. д. | 59,1                |
| Малый Лицкий    | 68°41′36″ с. ш. 37°46′01″ в. д. | 20,6                |

Также в состав островов входят острова Харловские Баклыши, Луда, Сиков и ещё около десятка менее крупных.